# Osmunda
Osmunda is een geslacht van vijftien soorten varens uit de koningsvarenfamilie (Osmundaceae). Het zijn grote, terrestrische varens, met duidelijk dimorfe bladen, voorkomend in gematigde streken over de hele wereld.
Het geslacht kent een lange geschiedenis; reeds uit het Trias (200 miljoen jaar gelden) zijn fossiel bladresten bekend die bijna identiek zijn aan die van de recente soort Osmunda claytoniana.

## Naamgeving en etymologie
- Synoniemen: Aphyllocalpa Lagasca (1802), Osmundastrum Presl (1848), Plenasium Presl (1836), Struthiopteris Bernh. (1801)
- Engels: Flowering Ferns
- Duits: Königsfarne, Rispenfarne

Er zijn verschillende verklaringen voor de botanische naam Osmunda. De naam is gegeven door de zestiende-eeuwse Vlaamse plantkundige Mathias de L'Obel en zou verwijzen naar de Keltische naam voor de Germaanse god Thor, 'Osmund' of 'Osmunder'. Een andere verklaring voor de herkomst is het Latijnse 'os' (mond) en 'mundo' (reinigen), naar de veronderstelde ontsmettende eigenschappen van deze varens. Ook zou Osmunda de Middelengelse en Middelfranse naam zijn voor een soort varen. Ten slotte is er nog een Schotse legende die vertelt dat een zeker Osmund, een bootsman, zijn gezin tijdens de Deense invallen verborg in een grote koningsvaren, waardoor de varen in Groot-Brittannië de naam 'Osmund the Waterman' kreeg.

## Kenmerken
Osmunda-soorten zijn varens met een duidelijke bladdimorfie. De vruchtbare bladen of sporofyllen verschillen van de steriele bladen of trofofyllen door de aanwezigheid van niet-fotosynthetiserende, sporendragende deelblaadjes aan de top, die volledig bedekt zijn met sporendoosjes.
De sporendoosjes zijn groot en naakt, niet gegroepeerd in sporenhoopjes of sori, en bezitten geen annulus.
De massa sporen wordt gelijktijdig rijp en geeft de top van de plant een gouden schijn, wat het geslacht en zijn bijnaam van 'bloemvarens' bezorgd heeft.

## Habitaten verspreiding
Osmunda-soorten zijn terrestrische planten die vooral te vinden zijn in gematigde en subtropische streken over de hele wereld, met uitzondering van de neotropen.

## Taxonomie
Het geslacht telt vijftien soorten en één hybride soort, die door sommige auteurs in drie secties worden ingedeeld. De typesoort is Osmunda regalis L. (1753). De kaneelvaren (O. cinnamomea) werd door Smith et al. in (2006) nog bij het geslacht Osmunda ingedeeld, maar werd in 2008 door Metzgar et al. terug in het zustergeslacht Osmundastrum geplaatst.
- Osmunda angustifolia Ching ex Ching & Wang (1959)
- Osmunda banksiifolia (Presl) Kuhn (1869)
- Osmunda cinnamomea L. (1753) (=Osmundastrum cinnamomeum) (Kaneelvaren)
- Osmunda claytoniana L. (1753)
- Osmunda collina Sledge (1981) [nom. nov.]
- Osmunda gracilis Link (1833)
- Osmunda herbacea Copel. (1929)
- Osmunda huegeliana Presl (1845)
- Osmunda japonica Thunb. (1780)
- Osmunda javanica Bl. (1828)
- Osmunda lancea Thunb. (1784)
- Osmunda mildei C. Chr. (1906)
- Osmunda piresii Brade (1965)
- Osmunda regalis L. (1753) (Koningsvaren)
- Osmunda spectabilis  (=Osmunda regalis var. spectabilis)
- Osmunda vachellii Hook. (1837)
- Osmunda ×ruggii R. M. Tryon(1940)

Geslacht: Leptopteris

Soorten: L. alpina · L. fraseri · L. hymenophylloides · L. laxa · L. moorei · L. superba · L. wilkesiana · L. ×intermedia

Geslacht: Osmunda (+Plenasium)

Soorten: O. angustifolia · O. banksiifolia · O. claytoniana · O. collina · O. gracilis · O. herbacea · O. huegeliana · O. japonica · O. javanica · O. lancea · O. mildei · O. piresii · O. regalis (Koningsvaren) · O. vachellii · O. ×ruggii

Geslacht: Osmundastrum

Soort: O. cinnamomeum (Kaneelvaren)

Geslacht: Todea

Soorten: T. barbara · T. papuana · T. tidwellii